# Factitif
En linguistique, le factitif est une forme verbale qui indique que le sujet fait faire (ou parfois laisse effectuer) l'action par un autre agent que lui-même.
En français, le factitif est typiquement exprimé par le verbe faire employé comme semi-auxiliaire :
Pierre a fait construire une maison.
Pierre fait conduire sa voiture par son chauffeur.
Lorsque le sens est « laisser faire, ne pas s'opposer à, tolérer, autoriser », on emploie laisser + infinitif :
Les policiers nous ont finalement laissé passer.
Il faut distinguer forme factitive et sens factitif. Ainsi, un verbe comme construire peut être employé dans un sens factitif :
Pierre construit une maison en banlieue. [Il la construit lui-même, ou il la fait construire, selon le cas.] 
On appelle « transformation factitive » l'enchâssement d'une proposition en position objet dans une phrase comportant le verbe faire.
Pierre a fait que l'on construit une maison.
Le factitif est souvent assimilé au causatif, mais ce dernier a généralement le sens plus large de « faire en sorte que », ou « être cause d'un état résultant de l'action effectuée ».
Pierre a caramélisé du sucre [Pierre a fait (en chauffant) que le sucre est devenu caramel] 